# サライ (漫画)
『サライ』は柴田昌弘による日本の漫画作品。少年画報社の漫画雑誌『ヤングキング』にて1998年から2008年2月まで連載された。話数カウントは「WORK-」。単行本は全19巻。
10年の長期にわたる連載期間中、作者は脳出血のため入院し、次に自動車事故により重傷を負ったが、作品は無事に完結している。

## ストーリー
近未来、遺伝子学の暴走により人類は16歳を過ぎると異形の怪物に変貌してしまう世の中になっていた。そんな世界で活躍する護衛メイド「サライ」と彼女の出生と世界変貌の謎に迫る物語である。

## 作品世界
2007年に発生した大地殻変動「大災厄」によって文明は崩壊した。そのうえ生き残った人々も、大災厄によって活性化した体内のMOSAIC（モザイク）によって異形の姿に「変身」する者が続出した。このため2016年から2020年にかけての「血の10年代（ブラッディティーンズ）」には旧世界の大人達が絶望した子供達に大量に虐殺され反撃によって子供達も殺された。
そして物語が始まる2041年には事態は沈静化したものの、国家は存在せず、「領主」と呼ばれるその地方の有力者によって各地の住民は支配される中世のような社会構造になった。現代のような長寿はまれで、多くの人々は変身の恐怖に怯えながら過ごす。そのため、地方によっては異形の姿になった者に対する差別や子供を食べることにより変身から逃れることができるとする風習があるところもある。こうした現状を打開するためにメイド協会やオルソといった組織が活躍している。

## 登場人物

### 主要登場人物
神薙サライ
主人公。2041年現在、唯一生き残っている日本人。赤毛。戦闘時には背中から翼を生やす。主要武器は刀。お人好しだがどこか抜けていて向こう見ずな性格のためにトラブルをよく起こす。そのためあまり評価されず、C級にランクされているが、後輩からは慕われている。だがその正体は、ソ連の秘密地下研究施設「ジスクール」で1960年代に開発された生体兵器である。その後クローンが作られ、その血脈は世界が崩壊した後も引き継がれ、現在の神薙サライが誕生した。幼い頃からメイド協会で育てられ、自身の家族のことなどは何も知らない。しかし前世ともいうべき過去の記憶をしばしば思い出すことがあり、その影響で庶民的な日本料理が得意。メイド協会に所属する中で唯一の変異体。最終章においてようやく自らの過去を知り、ある決断をする。
フリッカ・フラクタル
S級護衛メイド。サライとよくコンビを組み、何かと文句を言いながら助ける。主要武器は短剣二刀。意識を失うと幽体離脱を起こす事があり、それが原因で弟を失った過去がトラウマになっている。
ティルガ
DNAハンター。横暴な領主の支配する村でレジスタンスをしていた時にサライ達と知り合う。彼の妹ピエレットもレジスタンスで、領主の城にメイドとして潜入していたが、外部と連絡を取っていたところを見つかり残忍な拷問の末殺害される。村を解放した後、幼いうちに変身の兆候が現れた知人の娘ペペを救うために世界中を飛び回り、サライたちと再会する。物語後半ではメイド協会の本拠地で暮らし、彼らと活動を共にする。サライに惚れている。

### 護衛メイド協会
シェリル
特A級護衛メイド。初めはサライと仲が悪かったが、後に和解する。第6巻で危機を回避するために限界以上の能力を使ったせいで変身が始まり、サライ達に見守られながら死亡する。
パチュリー・シール
特A級護衛メイド。回復能力者。11歳になるとき、彼女の住む村で行われていた変身を防ぐ通過儀礼により村の男たちに輪姦され、能力を暴走させて彼らを惨殺した過去がある。12歳でメイド協会にスカウトされるまで人格崩壊したままで、自身の能力を呪われたものと思い込んでいた。暴れて逃走したところをサライに助けられ救われ、本来の治癒能力も回復した。
ソリッド
パチュリー付きのエリートメイド研修生の少女。特A級候補のためエリート意識が高く、パチュリーが慕うサライやカロール族のオルクとフェルを格下と見て反発していたが、複素念動を使えるようになってからバウムバッハ博士にサライの付きを命じられ、次第に躾けられた。
ナッジ
特A級護衛メイド。霊能力者。
セレン
A級護衛メイド。相手を挑発してケンカを吹っ掛ける。サライに敵意を持つ。
オルク・フェル
サライに助けられたカロール族の男女の子供。巨鳥を持っていたことから護衛メイド協会で働いている。

### ジスクール関係者
イリナ・ペトリョーワ
メイド協会の御所代。若い頃はジスクールの女性研究員で、「SARAI」計画に情熱を燃やしていた。神薙勇気を尊敬していたが、彼が発狂した姿を見てようやくこの施設の人間の狂気に気づく。再スタートした「SARAI」計画で処女だったイリナは自らの子宮を使って、1977年4月に第二のサライであるジェースイッチを出産したが、外出している間にジスクールは壊滅し、二度と我が子とは会えなくなった。すぐに反逆罪の容疑で逮捕され、収容所で14年間過ごした。その過酷な日々により心を閉ざしていたが、1992年に各地で報告される変身の危険性を見抜いた世界各国のトップ達によって協会のメンバーに選ばれる。
ヴェルナー・バウムバッハ
護衛メイド協会の老科学者。特A級メイドを育てている。若い頃はジスクールの研究員でイリナの恋人だった。
Dr. ダーフー（Dr. DAHOO）
ジスクールの男性研究員。イエティをそそのかし、反乱で混乱している隙に「SARAI」の受精卵を奪い逃走した。その後、マジュパ王国の王に取り入り、「SARAI」を作り出そうと非道な実験を繰り返していたが、成功しなかった。「大災厄」とその後の混乱も生き延び、マジュパ交易港で医者をしながら酒浸りの生活をしていたが、かつての野心は持ち続けていた。
神薙沙莉（かんなぎ さらい）
サライの最初の前世。ジスクールで行なわれていた究極の生体兵器開発「SARAI」計画によって1962年に作られた実験体。誕生後まもなく神薙夫妻によって連れ去られ、日本で普通に育てられた。しかし高校生の時に探し当てられ、その過程で能力が発現する。再び親子で逃走するが、自動車事故により瀕死の重傷を負い、ジスクールに連れ戻され、実験材料にされて死亡した。
神薙勇気（かんなぎ ゆうき）
発生生物学の日本科学者。ソ連留学中に誘われ、「SARAI計画」の主任研究者になった。1960年、良心に目覚め、同僚の女性科学者、恋人の麻ヶ谷紗貴子と共に沙莉を連れて逃亡した。日本では平凡なサラリーマンをしていたが、1976年に組織に発見された。再び逃走を図るが、瀕死の重傷を負った沙莉を助けるため、やむなくジスクールに戻っていたが、実験材料にされ、頭部を切り離した沙莉を見て発狂した。
麻ヶ谷紗貴子（あさがや さきこ）
遺伝子工学の日本科学者。1960年逃亡した後、神薙勇気の妻になった。愛称はサキ。1976年、逃走中の事故で他界した。
ジェースイッチ
再スタートした「SARAI」計画で神薙勇気の精子と「SARAI」の10番目の受精卵から作られた実験体。イリナの子宮から誕生し、彼女から我が子同然の扱いを受けていたが、発育が遅く能力も疑問視されていた。人工子宮から生まれた9人の姉から疎まれいじめられていたが、1978年のジスクールでのイエティ反乱時に能力が覚醒する。自爆による爆風と猛火をくぐりぬけ生き延びたが、頭部にショックを受け、それ以前の記憶を失い、神薙沙莉の記憶だけが残った。さまよっているところをシベリアの遊牧民に拾われ、育てられた。1992年に人身売買組織の船で日本へ密航する。その時、暴力団を能力を使って撃退し、それをテレビカメラに撮影されたために世間にその存在を知られてしまった。

### その他
ベルトロ
サライに生き写しの少女。マジュパ王国の研究施設で進められた「SARAI」計画で造られ、マジュパ交易港でダーフーに育てられた。ティルガに惚れている。
川原アユ
神薙沙莉のクラスメイト。後にテレビディレクターとなり、ジェースイッチと再会する。

## 用語
変身（メタモルフォーゼ）
近未来の人類を絶望させている最大の問題。一般的には16歳を過ぎると発症するが、その程度や形態には地域や個体によって差がある。重度の場合は人魚や怪獣、獣などに変貌し、人の心を無くし、そのまま死に至ることもある。人の心を保っていても味覚などの感覚は変化するが、場合によっては人間の持たない超感覚が発現することもある。防ぐ手段としては、ワインを飲むことや子供を食べることなどがあるが、効果的な方法は分かっていない。また一度変身した者が再び変身する場合もある。
完全体

変異体

変異体の一種。
重合体（ギガント）

新人種（ネオカインド）

護衛メイド
ヨーロッパ風のメイド服で身を包み、訓練された戦闘力で依頼人を守るメイド。金で雇われ、護衛、戦闘、依頼人の性欲の処理まで引き受ける。その真の目的は人間を正常な姿を取り戻す遺伝子を手に入れることである。幼い頃からメイド協会で訓練され、能力によって特A級、A級、S級、C級に分けられる。変身が始まると役目を終えるが、変身の程度によっては護衛メイド協会本部で後発の育成や後方支援的な部署に配置される。
護衛メイド協会
護衛メイドが所属している組織。南太平洋の孤島に本拠地があり、そこから飛行船で護衛メイド達を送り出している。旧世界の生き残りの老人達が機械の整備などの技術面を担当している。その前身は1992年に各地で報告される「変身」の危険性を見抜いた世界各国のトップ達によって極秘裏に結成された超国家的超法規的組織。
オルソ
製薬会社。変身抑制剤を開発するために、人々の変身の恐怖に乗じて不完全な薬をばら撒き、臨床例を集めている。護衛メイド協会と敵対関係にある。
ジスクール
ソ連の秘密地下研究施設。生体兵器を開発するために非道な研究を行なっていたが、過酷な扱いに反発したイエティ達が1978年に反乱を起こし、MOSAICの拡散を恐れた所長が自爆装置を使って壊滅させた。
イエティ
ジスクールで造られた実験用擬似人間。従順なために施設の雑用を引き受けていたが、人間のあまりの虐待に耐えかね、反乱を起こして逃走した。逃走後は「大災厄」も生き延び、寒村を作って周囲から孤立した生活を送っていた（そのためサライ達が訪れた時も長老達を除いて人間の存在や自分達の本当の歴史すら知らなかった）。しかし反乱の時に殺された他の実験動物達によって復讐され、村ごと焼き払われて全滅した。
大災厄（カタストロフ）
2007年12月24日に突如、発生した大地殻変動。大陸は形を変え、多くの島々が生まれ（日本列島は沈没）、全ての国家は消滅し、50億人が死亡して文明は崩壊した。
MOSAIC（モザイク）
第二次世界大戦中にナチスによって開発された細菌兵器をさらに進化させたレトロ・ウィルス。DNAに取り込まれると取り除くことは不可能であり、感染者が子供を作った場合もその子に遺伝する。1978年のイエティの反乱の最後にジェースイッチの地上脱出によって拡散し、全世界にまで広がり、2007年には人類の80%、新生児では100%に感染（一部を除き発症することはなかった）した。しかし、2007年の大災厄によって大地が放出したエネルギーの影響により活性化し、2040年には人類は16歳を過ぎると異形に変身してしまうようになった。
天使
新種の生物。羽と飛翔能力を持つが、知能、容姿はサル並み。変身した人間の死体を食べることで、食べた人間そっくりに変身する。姿を変えた後は二度と変わらないとされている。空中での生活が基本で狭いところは苦手。同族同士では生殖できず、子孫を残すために人間と交雑する。ジスクールで造られた実験用一代生物で、「SARAI」計画が再スタートした時には不要となって破棄されようとしていた。
真性天使
初めから人間の姿と生殖能力を持った第二世代の天使。僅かしかいないが、人間並みの知能を持ち、天使達を服従させている。
旧世界
2007年以前の文明が存在した時代。現実世界。
カロール族
巨鳥を乗りこなし、略奪をする盗賊集団。
真秀州（まほす）
極東の島国。旧日本の文化を引き継ぎ、武士が支配する封建社会。
複素念動（ふくそねんどう）
物体を介して思念を物理的力にかわる能力。

## 関連作品
東方紅魔郷 〜 the Embodiment of Scarlet Devil.
登場キャラである十六夜咲夜のキャラクターデザインがナッジと酷似しており、その他のキャラ（チルノ、パチュリー、レミリア、フラン）は『サライ』の人名や用語であり制作者のZUNが当時本作品から受けた影響が見られる。